# Твітература
Твітература (комбінація слів твіттер та література) ― різновид короткотекстової літератури, яка об'єднує літературно викладені мікроблоги соціальної мережі Twitter. Твітература охоплює різні жанри, серед яких афоризми, поезія, короткі прозові твори, зокрема фікшн (або їх поєднання).
Максимальна довжина твору не перевищує 280 символів (наприкінці 2017 року була збільшена зі 140 символів).